# David Cross (piłkarz)
David Cross (ur. 8 grudnia 1950 w Heywood) – angielski piłkarz, grający na pozycji napastnika.

## Kariera piłkarska
Cross rozpoczął swoją przygodę z piłką w zespole Rochdale, gdzie występował do 1971. Następnie przeniósł się do Norwich City,  z którym zdobył mistrzostwo Second Division w sezonie 1971/72. W 1973 za 150 000 funtów dołączył do Coventry City, co było wówczas klubowym rekordem. Łącznie w 91 spotkaniach dla Coventry strzelił 29 bramek. Listopad 1976 to również za 150 tys. funtów przeprowadzka Crossa do West Bromwich Albion. W zespole Baggie Bird zadebiutował w meczu przeciwko Manchesterowi City. Sezon 1976/77 zakończył z 38 występami i 18 bramkami na koncie.
Taki wynik przykuł uwagę West Ham United, które 9 grudnia 1977 zapłaciło za Crossa 180 000 funtów, bijąc swój klubowy rekord transferowy. Zadebiutował tydzień później, przeciwko swojej byłej drużynie West Brom. Cross strzelił 9 bramek w 21 meczach ligowych podczas swojego pierwszego sezonu w klubie, ale to nie wystarczyło, aby zapobiec spadkowi Młotów do drugiej ligi. 
Cross zdobył wraz z WHU Puchar Anglii w 1980, pokonując w finale Arsenal. W następnym sezonie strzelił 22 gole w lidze, co pozwoliło mu zdobyć tytuł króla strzelców rozgrywek. West Ham wygrał ligę, co pozwoliło mu powrócić do First Division.
1 października 1980 Cross strzelił hat-tricka dla West Ham United w europejskich rozgrywkach w wygranym 5:1 meczu z Castillą. Cały sezon zakończył z 6 bramkami i został królem strzelców Pucharu Zdobywców Pucharów. 
Po awansie Cross ponownie został najlepszym strzelcem klubu w sezonie 1981/82, zdobywając 16 bramek. Dwukrotnie strzelił cztery gole w meczu, przeciwko Grimsby Town 11 kwietnia 1981 oraz przeciwko Tottenhamowi Hotspur 2 września 1981. Cross był ostatnim zawodnikiem, który strzelił cztery gole w jednym meczu ligowym dla West Ham przez prawie 40 lat. Dopiero Michail Antonio 11 lipca 2020 przeciwko Norwich City strzelił przeciwnikowi 4 bramki w jednym spotkaniu. Cross rozegrał swój ostatni mecz dla klubu ze wschodniego Londynu 15 maja 1982, strzelając gola przeciwko Wolverhampton Wanderers. Przez 7 lat gry dla Młotów wystąpił w 179 spotkaniach, w których 78 razy pokonywał bramkarzy rywali. 
Następnie grał w Manchesterze City i Oldham Athletic, a lata 1983 i 1984 spędził w Vancouver Whitecaps. Sezon 1984/85 to powrót Crossa do West Brom. Następnie podpisał kontrakt z Boltonem, z którego to był wypożyczony do Bury. Następnie spędził krótki okres w Arisie Limassol z Cypru, a karierę piłkarską zakończył w Blackpool.

## Sukcesy
Norwich City
- Mistrzostwo Second Division (1): 1971/72

West Ham United
- Puchar Anglii (1): 1979/80
- Mistrzostwo Second Division (1): 1980/81
- Król strzelców Pucharu Zdobywców Pucharów (1): 1980/81 (6 bramek)
- Król strzelców Second Division (1): 1980/81 (22 bramki)